# فريدريك غوستاف جوناثان إيكستاين
فريدريك غوستاف جوناثان إيكستاين (بالإنجليزية: Friedrich Gustav Jonathan Eckstein)‏ هو رائد أعمال ألماني وجنوب أفريقي، ولد في 1857 في شتوتغارت في ألمانيا، وتوفي في 1930 في لندن في المملكة المتحدة.